# 上海語
上海語（シャンハイご、中: 上海话、英: Shanghai dialect, Shanghainese）は、中国語の主要な言語の一つである呉語の一方言である。滬語とも呼ばれる。大都市上海で話されるため、呉語の代表の一とされる。上海語を使って上演される歌劇の滬劇（こげき）がある。

## 音韻

### 声母
上海語の声母の大きな特徴として、中古漢語の音韻体系（魏晋南北朝時代・隋代・唐代中国語の音韻体系）の全濁音に対応する有声音声母 b-, d-, g-, j-, z-, v-, h- などが残されている。これに対して、標準語や広東語には、意味の弁別に関与する濁音は残っていない。ただし、実際の子音は、語中（他の音節に続く場合）では有声子音であるが、語頭では無声子音と有声声門摩擦音[ɦ]の組み合わせという違いがある。例えば、‘ありがとう’を意味する「谢谢」は「[ɕɦiaʑia] シャジャ」と前後の音節の子音が異なる。

### 声調
上海語は他の中国語と同じく声調言語であるが、その声調は急速に変化しつつある。老年層では6つある声調が、中年層以下では5つに減るという変化をしており、若年層ではさらに減る兆しを見せている。しかも、音節が連続する際は高と低2つを組み合わせとする高低アクセントとして発音しても意味の弁別上支障はなくなり、実質上、日本語のように音節の組み合わせによってアクセントが変化する言語に変化しつつある。

## 文例
| 意味                        | IPA                                     | 書き方                                             | カタカナ表記による大体の発音                               |
| --------------------------- | --------------------------------------- | -------------------------------------------------- | ---------------------------------------------------------- |
| 上海語                      | [zɑ̃.'he.ɦɛ.ɦʊ]                          | 上海言話                                           | ザン↗ヘー↘エー↗オー                                        |
| 上海人                      | [zɑ̃.'he.ɲɪɲ]                            | 上海人                                             | ザン↗ヘ↘ニン                                               |
| 私                          | [ŋu]                                    | 我                                                 | ク゚↗ー                                                      |
| 私、我々                    | [ɐˑ.lɐʔ]                                | 阿拉                                               | アッ↘ラ                                                    |
| 彼、彼女                    | [ɦi]                                    | 伊（其）                                           | イ↗                                                        |
| 彼ら                        | [ɦi.la]                                 | 伊拉                                               | イ↗ラ                                                      |
| あなた、きみ                | [noŋ]                                   | 儂                                                 | ノン↘                                                      |
| あなたたち、きみたち        | [na]                                    | 乃                                                 | ナー↘                                                      |
| こんにちは                  | [noŋ hɔ]                                | 儂好                                               | ノン ホー↘                                                 |
| さよなら、また今度          | [ˈtse.ɦue]                              | 再會                                               | ツェ↘ウェー↗                                               |
| 有難う                      | [ʑ̻ia.ja]                                | 謝謝                                               | シャ↗ヤ                                                    |
| すみません、ごめんなさい    | [te.vəˑ.ʨʰi]                            | 對勿(弗)起                                         | テ↗ヴ↘チ                                                   |
| でも                        | [dɛ.zɿ, dɛ.zɿ.ne]                       | 但是                                               | デ↗ズ                                                      |
| お願いします                | [ʨʰɪɲ]                                  | 請                                                 | チ↗ン                                                      |
| 名前は?                     | [ʨʰɪɲ.məɲ noŋ.ɦəʔ mɪɲ.zɿ zɿ sa]         | 請問,儂个名字是啥?                                 | チン↗ムンノン↗グミン↗ズズ↗ザ↗?                             |
| その、それ                  | [ˈe.tsɐ] ['i.tsɐ]                       | 哎隻, 伊隻                                         | エツァ、イ↘ツァ                                            |
| そこ                        | [ˈe.tɐ] ['i.tɐ]                         | 哎𡍲, 伊𡍲（許𡍲）                                 | エタ、イタ                                                 |
| あそこ                      | [ˈe.mi.tɐ] ['i.mi.tɐ]                   | 哎面𡍲, 伊面𡍲                                     | エミタ、イ↘ミタ                                            |
| ここ                        | [gəʔ.tɐ]                                | 箇𡍲                                               | グッタ                                                     |
| 有る                        | [ɦiɤɯ.təʔ]                              | 有得                                               | イウダ                                                     |
| 在る                        | [lɐˑ.he]                                | 辣海（咧）                                         | ラヘ                                                       |
| いま、現在                  | [ɦi.ze]                                 | 現在                                               | イゼ                                                       |
| 今何時?                     | [ɦi.zesa.zəŋ gwaŋ / ɦi.ze tɕi.tje tsoŋ] | 現在啥辰光?, 現在幾點鐘?                           | イゼサゼングァン、イゼジディツォン                         |
| どこ                        | [ɦa.ɺi.tɐʔ], [sa.di.fɑ̃]                 | 何裏耷, 啥地方                                     | アリダ、サディファン                                       |
| 何?                         | [sa]                                    | （做）啥?                                          | （ズ）サァ                                                 |
| 誰?                         | [sa.ɲɪɲ]                                | 啥人?                                              | サニン                                                     |
| どうして                    | [ɦue.sa]                                | 為啥（做啥）                                       | ウェサ？                                                   |
| いつ                        | [sa.zəɲ.kuɑ̃]                            | 啥辰光                                             | サゼングヮン                                               |
| どう                        | [na.nəɲ], [na.na], [na.nəɲ.ka]          | 哪能介                                             | ナネンカ                                                   |
| いくら                      | [ʨi.dje]                                | 幾鈿                                               | チディェ                                                   |
| ああ、そうだ                | [ˈe]                                    | 哎，對个                                           | エ、テガ                                                   |
| いや、違う                  | [m̩], [vəˑ.zɿ], [m̩məʔ], [viɔ]            | 勿是, 覅                                           | ヴァズ、ヴィョー                                           |
| 電話番号                    | [di.ɦʊ ɦɔ.dɤɯ]                          | 電話号頭（電話號頭）                               | ディウホデゥ                                               |
| 家の中                      | [ʊˑ.ɺi.ɕiɑ̃]                             | 屋裏向                                             | ウリシァー                                                 |
| トイレはどこ？              | [da.sɤɯ.kɛ ɺəˑ.ɺɐʔ ɦa.ɺi.tɐʔ]           | 汏手間勒勒何裏𡍲?                                  | タスケルラアリタ？                                         |
| 夕食食べた?                 | [ɦia.vɛ ʨʰɪˑ.ku.ləʔ va]                 | 夜飯吃過了𠲎?                                      | ヤヴェチクルヴァ？                                         |
| 夕食食べちゃった?           | [ɦia.vɛ ʨʰɪˑ.tʰəˑ.ləʔ va]               | 夜飯吃忑了𠲎?                                      | ヤヴェチトゥルヴァ？                                       |
| わかりません                | [vəˑ.ɕiɔ.təʔ]                           | 勿(弗)曉得                                         | ヴァショタ                                                 |
| 英語（日本語）が話せるのか? | [noŋ ˈɪn.vəɲ ɦue.təʔ kã va]             | 儂英文（日文）會得講𠲎?（儂英語（日語）講的来𠲎?） | ノンインヴンウェタカーヴァ？（ノンゼヴンウェタカーヴァ？） |
| 愛してる                    | [ɦʊ e noŋ]                              | 我愛儂                                             | グエノン                                                   |
| と〜っても愛してる          | [ɦʊ e.moʔ noŋ]                          | 我愛慕儂                                           | ク゚ロエサタノンル                                           |
| 君が大好き                  | [ɦʊ ɺɔ ˈhuø.ɕi noŋ ɦəʔ]                 | 我老歡喜儂个                                       | ク゚ロフェシノンウ                                           |

## 数字
| 数  | 名前                  |
| --- | --------------------- |
| 0   | 零(lin)               |
| 1   | 一(ih)hは日本語で`っ” |
| 2   | 两(lian) 二（nyi）    |
| 3   | 三(sae)               |
| 4   | 四(sy)                |
| 5   | 五(ng)                |
| 6   | 六(loh)               |
| 7   | 七(tsih)              |
| 8   | 八(bah)               |
| 9   | 九(cieu)              |
| 10  | 十(zeh)               |
| 11  | 十一(zeh-ih)          |
| 12  | 十二(zeh-nyi)         |
| 20  | 廿(nye)               |
| 21  | 廿一(nye-ih)          |
| 22  | 廿二(nye-nyi)         |
| 30  | 三十(sae-seh)         |
| 31  | 三十一(sae-zeh-ih)    |
| 32  | 三十二(sae-zeh-nyi)   |
| 100 | 一百(ih-bah)          |
| 600 | 六百(loh-bah)         |

## 単語
| 上海語               | 読み方            | 意味     | 片仮名表記による大体の発音             |
| -------------------- | ----------------- | -------- | -------------------------------------- |
| 上海                 | zaon,he           | 上海     | ザァンヘ                               |
| 上海人               | zaon,he,nin       | 上海人   | ザァンヘニン                           |
| 上海閒話（上海言話） | zaon,he,ghae,gho  | 上海語   | ザァンヘーエーオー(ザァンヘーヒーオー) |
| 日本                 | zeh,pen・nih,pen  | 日本     | ゼッベン・ニッベン                     |
| 日本人               | zeh,pen,nyin      | 日本人   | ゼッベンニン                           |
| 東京                 | ton,cin           | 東京     | ドンジン                               |
| 大阪                 | da,pae            | 大阪     | ダーベー                               |
| 北海道               | poh,he,dau        | 北海道   | ボッヘードー                           |
| 沖繩                 | tshon,zen         | 沖縄     | ツォンゼン                             |
| 廣島                 | kuaon,tau         | 広島     | グァンドー                             |
| 飛機                 | fi,ci             | 飛行機   | フィジー                               |
| 機場                 | ci,zan            | 空港     | ジーザン                               |
| 地鐵                 | di,thih           | 地下鉄   | ディティッ                             |
| 外灘                 | nga,thae          | 外灘     | ガーテー                               |
| 人民廣場             | zen,min,kuaon,zan | 人民広場 | ゼンミン・グァンザン                   |
| 徐家匯               | zi,ka,we          | 徐家匯   | シガウェー                             |

## 影響力
上海語は呉語を代表する方言であるが、広東語や閩南語（台湾語）と比べると必ずしも影響力の強い方言ではない。上海は中国経済の中心地であり、中国各地から様々な方言話者が流入する都市である。それゆえに、上海市内であっても上海語を解さない人が少なくない。広東省内の諸方言の話者や台湾島内の諸方言の話者が共通語として広東語や台湾語で会話しあうことはあるが、江蘇省や浙江省の呉語話者が共通語として上海語で会話することはない。また、上海市内であっても公共の場では上海語はほとんど使われない。
上海語のローマ字表記法はまちまちで、広東語のイェール粤語拼音や粤拼、台湾語の白話字のような社会で広く認知された表記法が存在しない。また、香港（ホンコン）や廈門（アモイ）は現地の発音が国際的な地名として定着しているが、上海（シャンハイ）は北方中国語の発音が国際的な地名として定着したものである（上述の通り、上海語では“ザンへ”ないし“サンへ”という）。地名や人名といった固有名詞にいたってさえも、上海語は支配的な地位を占めることは少ない。
広州市や台湾の鉄道駅では標準中国語（普通話・国語）に続いて広東語や台湾語でも放送が行われ、上海でも地下鉄における上海語での放送を望む声があるが、「上海語は多くの“新上海市民”にとって聴覚汚染であり、差別的で排他的である」との理由で却下されてきた。芸能面では、広東語や台湾語の映画やテレビドラマ、歌謡曲などは有名だが、上海語のドラマや映画は稀であり、歌謡にいたっては皆無に等しい。
2024年現在、普通話普及に伴い上海語が衰退しつつあるなか、上海市民の間では上海語の保護が必要であるという認識が一般的となっている。市当局も上海語を守る施策を取るようになり、一部の路線バスや新たに開通した地下鉄（16号線・17号線）では上海語の放送が追加されている。2013年5月からは上海浦東国際空港で上海語による搭乗アナウンスが開始された。2023年に公開された上海舞台のテレビドラマ『繁花』では北京語版と上海語版が制作され、視聴者や専門家の間で上海語の保存継承について議論が起こる話題作となった。